# Denis Deprez
Pour les articles homonymes, voir Deprez.
Denis Deprez, né le 15 octobre 1966 à Binche (province de Hainaut), est un artiste et auteur de bande dessinée belge.

## Biographie
Denis Deprez naît le 15 octobre 1966 à Binche,. Il a un frère jumeau : Olivier. Après un cycle d’études en biologie, Denis Deprez fréquente le cours de bande dessinée à l'Institut Saint-Luc de Bruxelles. En 1991, il participe à la création de la maison d'édition de bande dessinée Fréon, qui devient ensuite Frémok. En 1999, il participe au projet Terre-Neuve de l’association Recyclart dont le but premier est de transformer la rupture urbaine provoquée par la jonction Nord-Midi avec les neuvième et quinzième panneaux d'une superficie d'environ 16 m2. À partir de 2002, il publie cinq livres chez Casterman. En 2008, il arrête ses activités liées à la bande dessinée, part en Chine, et débute un projet plus personnel : Fractures composé de peintures, de suites photographiques et de vidéos. À travers ce projet pluridisciplinaire, accumulation d'images qui sont autant de fragments d'un même récit, Denis Deprez décrit l'effondrement d'un monde anthropocentré en crise profonde.
Parallèlement, Denis Deprez enseigne à l'ERG et l'ESA Saint-Luc.

## Œuvre

### Publications

#### Albums de bande dessinée
- 1995 : Les Nébullaires, éd. FRMK  (ISBN 2203391227)
- 2004 : Othello[8], d'après Othello de William Shakespeare, Casterman coll. « Un monde »  (ISBN 2203391227)
- 2004 : Frankenstein[9],[10], d'après Frankenstein de  Mary Shelley
- 2005 : Les Champs d'honneur[11], scénario de Jean Rouaud, d'après son propre roman Les Champs d'honneur, Casterman
- 2007 : Moby Dick[12],[13], en collaboration avec Jean Rouaud (textes), Casterman  (ISBN 2203391634),d'après le roman Moby Dick d' Herman Melville.
- Rembrandt[14],[15], Casterman, Bruxelles, septembre 2008
Scénario, dessin et couleurs : Denis Deprez, Olivier Deprez -  (ISBN 9782203007345)
- 2009 : La Déchirure, d'après le roman La Déchirure d'Henry Bauchau.

### Collectifs
- Comix 2000, L'Association, Paris, décembre 1999
Scénario : collectif - Dessin : collectif dont Denis Deprez - Couleurs : noir et blanc -  (ISBN 284414022X)

#### Autres publications
- 2017 : 6 pages de vidéogrammes dans la revue d'art contemporain Facettes[16] ;
- 2018 : 16 pages dans la revue Talweg 5[17].
- 2019 : livre d'artiste Tagebau Garzweiler[18] en coédition avec Alt édition et Koalath édition
- 2023 : livre d'artiste Journal de Marche[19] en coédition avec Alt édition et Koalath édition.

### Expositions

#### Expositions individuelles
- 2013 : Fractures à la galerie Huberty et Breyne ;
- 2014 : exposition à Art Fair Paris avec la galerie Huberty et Breyne ;
- Fractures 02, galerie Huberty et Breyne, Bruxelles du 20 mars au 26 avril 2015[20].

#### Expositions collectives
- Génération spontanée[21], Espace Franquin, Angoulême du 27 au 30 janvier 2011.
- Pierre(s), galerie LRS52, 9mars au 6 avril 2025

### Collections publiques
2 œuvres de cet artiste sont dans la collection du Centre de la gravure et de l'image imprimée à La Louvière.

### Films
2020 : publication du film expérimental Tagebau Garzweiler sur la revue en ligne PLACE.

#### Livres
: document utilisé comme source pour la rédaction de cet article.
- Jacques Fiérain, « Deprez, Denis et Olivier », dans La BD à Bruxelles et en Brabant, Charleroi, Éd. l'Âge d'or, avril 2003, 144 p., ill. ; 31 cm (ISBN 9782960119664 et 2960119665, OCLC 470388171, présentation en ligne), p. 37. .
- Thierry Bellefroid et Jean-Marie Derscheid, « Deprez Denis Dessinateur - Scénariste », dans 77 auteurs de bande dessinée en Wallonie et à Bruxelles, Bruxelles, Wallonie-Bruxelles International, 2017, 128 p., ill. ; 26 cm (ISBN 2-930071-83-4, lire en ligne), p. 44. .

### Vidéographie
- Texte - images sur Sonuma, Hergé, François Schuiten, Benoît Peeters, Claude Renard, Alain Goffin, Antonio Cossu, Philippe Foerster, Gérard Goffaux, Éric Poelaert, Louis Joos, Blaise Dehon, Thierry Van Hasselt, Didier Platteau, Pierre Pourbaix, Nicolas Vadot, Denis et Olivier Deprez (Intervenants), En toutes lettres - Texte - images, film de Guy Lejeune (scénario) et Miguel Rivière (interviews), diffusé sur la RTBF le 12 novembre 1994 (54 min 6 s).